# Tri-Nations de rugby à XIII 2006
Navigation
Tri-Nations de rugby à XIII 2005 Tournoi des Quatre Nations 2009
L'édition 2006 du Tri-Nations de rugby à XIII se déroule en Australie et en Nouvelle-Zélande.
Il s'agit de la dernière édition avant que la compétition n'évolue pour accueillir une quatrième équipe.
La Grande-Bretagne participe pour la dernière fois à une compétition de ce type ; sur les éditions de ce que l'on appellera ensuite le tournoi des Quatre Nations, les nations constitutives du Royaume-Uni seront représentées par leurs propres sélections.
Le tournoi suit le même format que les éditions 2004 et 2005, c’est-à-dire que chaque équipe se rencontre deux fois et les deux meilleures sont qualifiées pour la finale. Lors de la finale, les australiens, battus par les Kiwis l'année passée, prennent leur revanche sur les Néo-zélandais, au cours d'un match haletant.

## L'affaire Nathan Fien
Nathan Fien, un joueur né en Australie, est sélectionné dans l'équipe de Nouvelle-Zélande, pour jouer contre la Grande-Bretagne. Cela est possible grâce à la règle des grands-parents, qui permet à un joueur de représenter un pays, si un grand-parent est né dans ce dernier. Or, après le match, il est révélé que Nathan Fien avait seulement son arrière-grand-mère de nationalité néo-zélandaise. Par conséquent, la Rugby League International Federation annula la victoire de la Nouvelle-Zélande sur la Grande-Bretagne et Fien fut banni du tournoi.

## Résultats
- 14 octobre :  Australie 30-18  Nouvelle-Zélande (Auckland, 17 887 spectateurs)
- 21 octobre :  Australie 20-15  Nouvelle-Zélande (Melbourne, 30 732 spectateurs)
- 28 octobre :  Nouvelle-Zélande 18-14  Grande-Bretagne[1] (Christchurch, 17 005 spectateurs)
- 4 novembre :  Grande-Bretagne 23-12  Australie (Sydney, 24 953 spectateurs)
- 11 novembre :  Nouvelle-Zélande 34-4  Grande-Bretagne (Wellington, 16 401 spectateurs)
- 18 novembre :  Australie 33-10  Grande-Bretagne (Brisbane, 44 358 spectateurs)

## Classement
| Clas. | Équipes          | MJ | V | N | D | PP | PC | DP  | Pts |
| 1er   | Australie        | 3  | 2 | 0 | 1 | 95 | 66 | +29 | 6   |
| 2e    | Nouvelle-Zélande | 4  | 2 | 0 | 2 | 67 | 54 | +13 | 2   |
| 3e    | Grande-Bretagne  | 3  | 1 | 0 | 2 | 37 | 79 | -42 | 1   |

### Finale
(mt :  - )
Homme du match : 
Points marqués :
- Australie : 2  essais de Tate et Lockyer ; 4 buts de Thurston (4).
- Nouvelle-Zélande : 2  essais de Pritchard et Soliola ; 2 buts de Jones (4).

Évolution du score : 
Arbitre :  Ashley Klein
Spectateurs : 27 325
Composition des équipes :
- Australie : Karmichael Hunt - Brent Tate, Mark Gasnier, Justin Hodges, Greg Inglis - Darren Lockyer (c), Johnathan Thurston - Brent Kite, Cameron Smith, Petero Civoniceva, Nathan Hindmarsh, Andrew Ryan, Luke O'Donnell - Willie Mason, Mark O'Meley, Shaun Berrigan, Anthony Tupou - Entraîneur : Ricky Stuart

- Nouvelle-Zélande : Brent Webb - Shontayne Hape, Iosia Soliola, Steve Matai, Manu Vatuvei - Nigel Vagana, Stacey Jones - Ruben Wiki (c), Dene Halatau, Roy Asotasi, David Kidwell, Simon Mannering, David Fa'alogo - Motu Tony, Nathan Cayless, Adam Blair, Frank Pritchard - Entraîneur : Brian McClennan